# استان بغداد
استان بغداد (به عربی: محافظة بغداد) یکی از استان‌های هجده‌گانه کشور عراق است که مرکز آن شهر باستانی بغداد (پایتخت عراق) است این استان که در قسمت مرکزی کشور عراق قرار دارد از استان‌های کم وسعت این کشور است.

## ساختار جمعیتی
بیشتر ساکنان این استان را به‌طور عمده عرب‌ها تشکیل می‌دهند.
در این استان اقلیت‌های آشوری و کردی نیز به ویژه در شهر بغداد زندگی می‌کنند.